# Rallye Australien

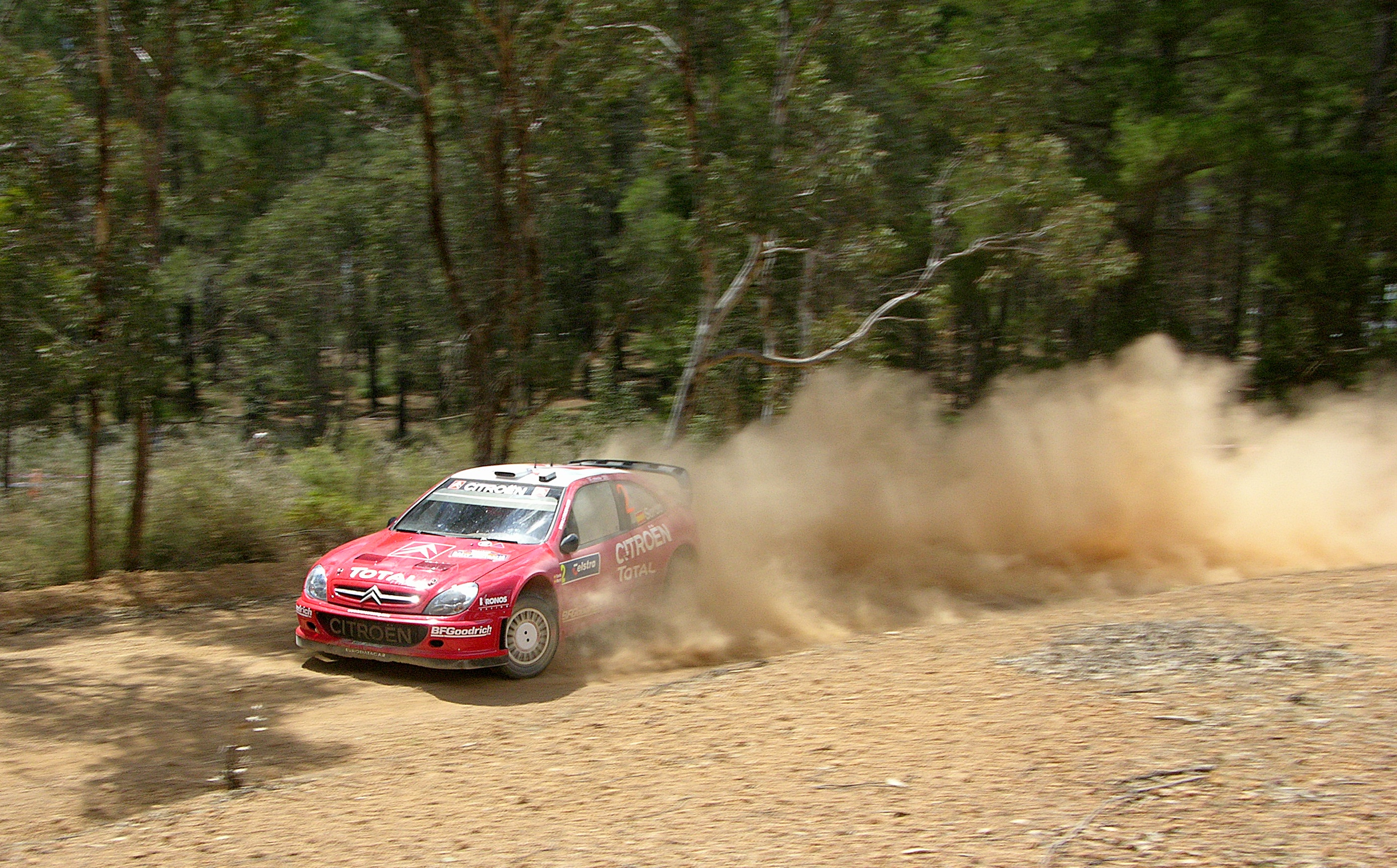
Daniel Sordo im Citroën Xsara bei der Rallye Australien 2006

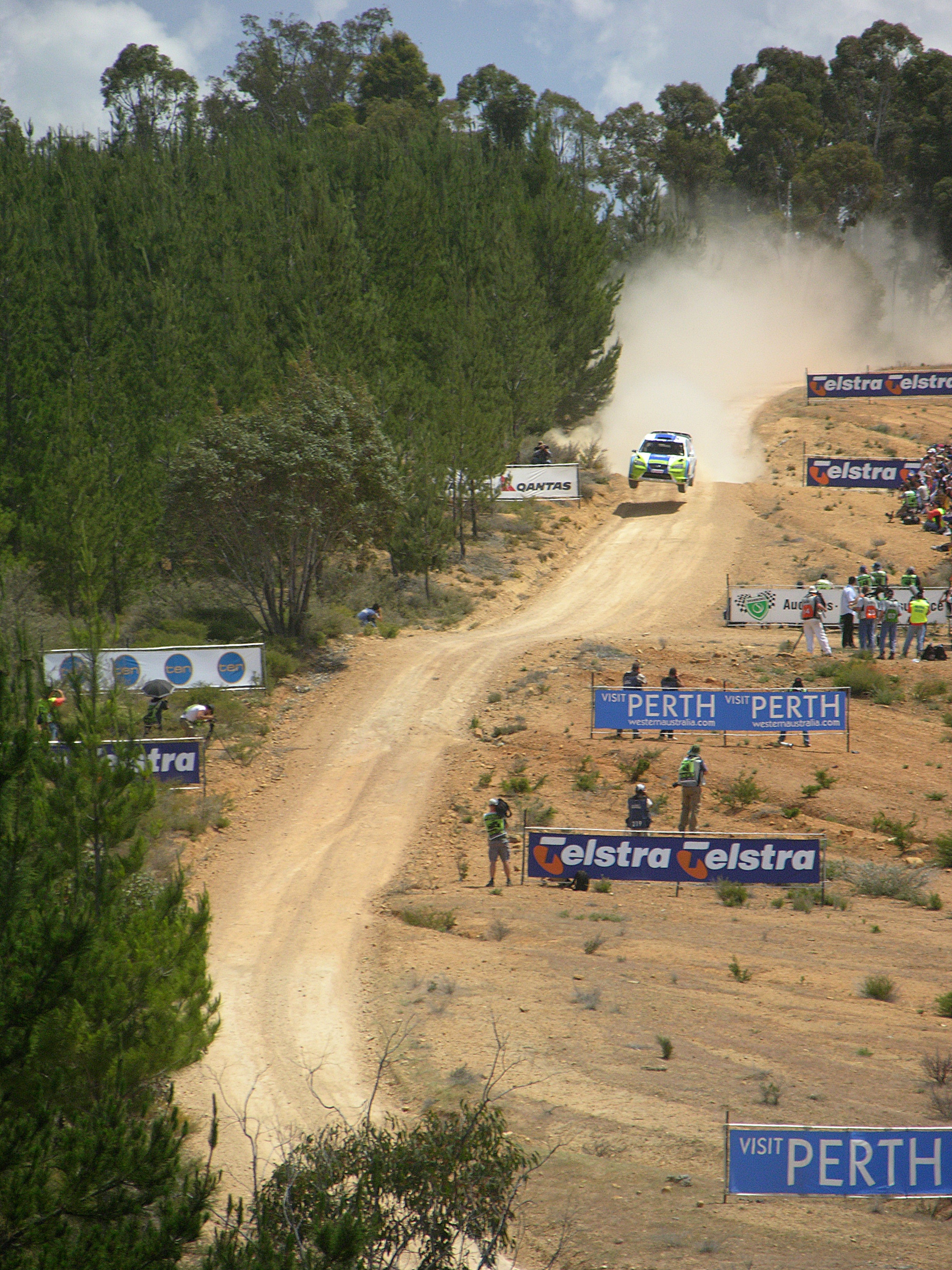
Marcus Grönholm bei der Rallye Australien des Jahres 2006

Die Rallye Australien ist ein Lauf zur FIA Rallye-Weltmeisterschaft. Sie wurde von 1988 bis 2006 bei Perth in West-Australien ausgetragen. 2009 fand die Rallye in der Region Northern Rivers in New South Wales statt und 2011 bei Coffs Harbour.
Die Rallye findet auf schnellen Schotterpisten vornehmlich durch Wälder und das Outback statt.
Dreimal (1995, 1999 und 2000) wurde die Rallye Australien von der FIA als Rallye des Jahres ausgezeichnet.

## Gesamtsieger
| Jahr  | Rallye                                    | Fahrer                                    | Beifahrer                                 | Fahrzeug                                  |
| ----- | ----------------------------------------- | ----------------------------------------- | ----------------------------------------- | ----------------------------------------- |
| 19881 | 01. Rallye Australien                     | Ingvar Carlsson                           | Per Carlsson                              | Mazda 323 4WD                             |
| 1989  | 02. Rallye Australien                     | Juha Kankkunen                            | Juha Piironen                             | Toyota Celica GT-Four                     |
| 1990  | 03. Rallye Australien                     | Juha Kankkunen                            | Juha Piironen                             | Lancia Delta Integrale 16V                |
| 1991  | 04. Rallye Australien                     | Juha Kankkunen                            | Juha Piironen                             | Lancia Delta Integrale 16V                |
| 1992  | 05. Rallye Australien                     | Didier Auriol                             | Bernard Occelli                           | Lancia Delta HF Integrale                 |
| 1993  | 06. Rallye Australien                     | Juha Kankkunen                            | Nicky Grist                               | Toyota Celica Turbo 4WD                   |
| 1994  | 07. Rallye Australien                     | Colin McRae                               | Derek Ringer                              | Subaru Impreza 555                        |
| 1995  | 08. Rallye Australien                     | Kenneth Eriksson                          | Staffan Parmander                         | Mitsubishi Lancer Evo 3                   |
| 1996  | 09. Rallye Australien                     | Tommi Mäkinen                             | Seppo Harjanne                            | Mitsubishi Lancer Evo 3                   |
| 1997  | 10. Rallye Australien                     | Colin McRae                               | Nicky Grist                               | Subaru Impreza WRC                        |
| 1998  | 11. Rallye Australien                     | Tommi Mäkinen                             | Risto Mannisenmäki                        | Mitsubishi Lancer Evo 5                   |
| 1999  | 12. Rallye Australien                     | Richard Burns                             | Robert Reid                               | Subaru Impreza WRC                        |
| 2000  | 13. Rallye Australien                     | Marcus Grönholm                           | Timo Rautiainen                           | Peugeot 206 WRC                           |
| 2001  | 14. Rallye Australien                     | Marcus Grönholm                           | Timo Rautiainen                           | Peugeot 206 WRC                           |
| 2002  | 15. Rallye Australien                     | Marcus Grönholm                           | Timo Rautiainen                           | Peugeot 206 WRC                           |
| 2003  | 16. Rallye Australien                     | Petter Solberg                            | Phil Mills                                | Subaru Impreza WRC                        |
| 2004  | 17. Rallye Australien                     | Sébastien Loeb                            | Daniel Elena                              | Citroën Xsara WRC                         |
| 2005  | 18. Rallye Australien                     | François Duval                            | Sven Smeets                               | Citroën Xsara WRC                         |
| 2006  | 19. Rallye Australien                     | Mikko Hirvonen                            | Jarmo Lehtinen                            | Ford Focus WRC                            |
| 2009  | 20. Rallye Australien                     | Mikko Hirvonen                            | Jarmo Lehtinen                            | Ford Focus RS WRC                         |
| 2011  | 21. Rallye Australien                     | Mikko Hirvonen                            | Jarmo Lehtinen                            | Ford Fiesta RS WRC                        |
| 2013  | 22. Rallye Australien                     | Sébastien Ogier                           | Julien Ingrassia                          | Volkswagen Polo R WRC                     |
| 2014  | 23. Rallye Australien                     | Sébastien Ogier                           | Julien Ingrassia                          | Volkswagen Polo R WRC                     |
| 2015  | 24. Rallye Australien                     | Sébastien Ogier                           | Julien Ingrassia                          | Volkswagen Polo R WRC                     |
| 2016  | 25. Rallye Australien                     | Andreas Mikkelsen                         | Anders Jæger                              | Volkswagen Polo R WRC                     |
| 2017  | 26. Rallye Australien                     | Thierry Neuville                          | Nicolas Gilsoul                           | Hyundai i20 Coupe WRC                     |
| 2018  | 27. Rallye Australien                     | Jari-Matti Latvala                        | Miikka Anttila                            | Toyota Yaris WRC                          |
| 2019  | Absage der Rallye aufgrund der Buschfeuer | Absage der Rallye aufgrund der Buschfeuer | Absage der Rallye aufgrund der Buschfeuer | Absage der Rallye aufgrund der Buschfeuer |

1 kein WM-Status